# Run for Your Life
«Run For Your Life» es una canción de The Beatles perteneciente a su álbum de 1965, Rubber Soul.
La canción, aunque acreditada a "Lennon-McCartney" (como lo eran todas las canciones compuestas por John Lennon o Paul McCartney), era primeramente una composición de John Lennon. Establece un tono amenazante hacia la novia innombrada del cantante (llamada en la canción little girl), diciendo "preferiría verte muerta antes que con otro hombre, muchacha". Lennon dijo que esta canción era su "canción menos favorita de los Beatles" en una entrevista en 1973, y luego dijo que esta canción fue la que más odió haber escrito debido a las malinerpretaciones que se hicieron de ella, ya que se trataba de una parodia crítica a Elvis Presley.
El tono de la canción así como la línea "preferiría verte muerta antes que con otro hombre, muchacha", que fue la inspiración inicial de la canción, es una parodia directa de la canción de Elvis Presley "Baby, Let's Play House", ridiculizando ese tipo de canciones. Lennon explicó esto en muchas entrevistas, sin embargo, terminó por ser una de sus composiciones menos preferidas. Él también dijo que esta era una de las favoritas de George Harrison de Rubber Soul en ese tiempo en contraste de que John Lennon la terminó por odiar.
En esta canción, Paul utilizó por primera vez el efecto fuzz (distorsión sucia) en su bajo.

## Personal
- John Lennon - Voz principal, guitarra acústica (Gibson J-160e).
- Paul McCartney - Armonía vocal, bajo (Rickenbacker 4001s).
- George Harrison - Armonía vocal, guitarra eléctrica (Fender Stratocaster y Gretsch Tenessean).
- Ringo Starr - Batería (Ludwig Super Classic) y pandereta.

## Versiones o covers
- En 1966, Nancy Sinatra versionó la canción en su álbum Boots.
- La banda Beatallica la tocó en vivo en Cleveland, Ohio, con solo algunos cambios en las letras y con el mismo título.
- Los Punkles tienen una versión de esta canción en su álbum "Pistol".
- También grabada por Gary Lewis & the Playboys en su álbum "She's Just My Style", de marzo de 1966, y Robert Gordon en "Lost Album Plus...", del 20 de mayo de 1998.
- También hay un remix de la canción con Black Eyed Peas y Ludacris, llamado "Black Beatles," por Loo & Placido.
- Un grupo brasileño casi conocido Renato & Seus Blue Caps le dedicó una versión, manteniendo la misma secuencia y el ritmo para que tratara de quedar fiel a la original. Esta fue rebautizada como "Dona Do Meu Coraçao ". Que traducido literalmente sería "La Doña de Mi Corazón".
- El grupo peruano Los Doltons lanzaron una canción en español, llamada "El Matrisuicidio" cuyo ritmo al igual que la creada por el grupo anteriormente mencionado, es muy similar al del tema Beatle.